# Conioscinella obscuripila
Conioscinella obscuripila är en tvåvingeart som beskrevs av Oswald Duda 1933. Conioscinella obscuripila ingår i släktet Conioscinella och familjen fritflugor. Inga underarter finns listade i Catalogue of Life.